# Trêve de Douze Ans

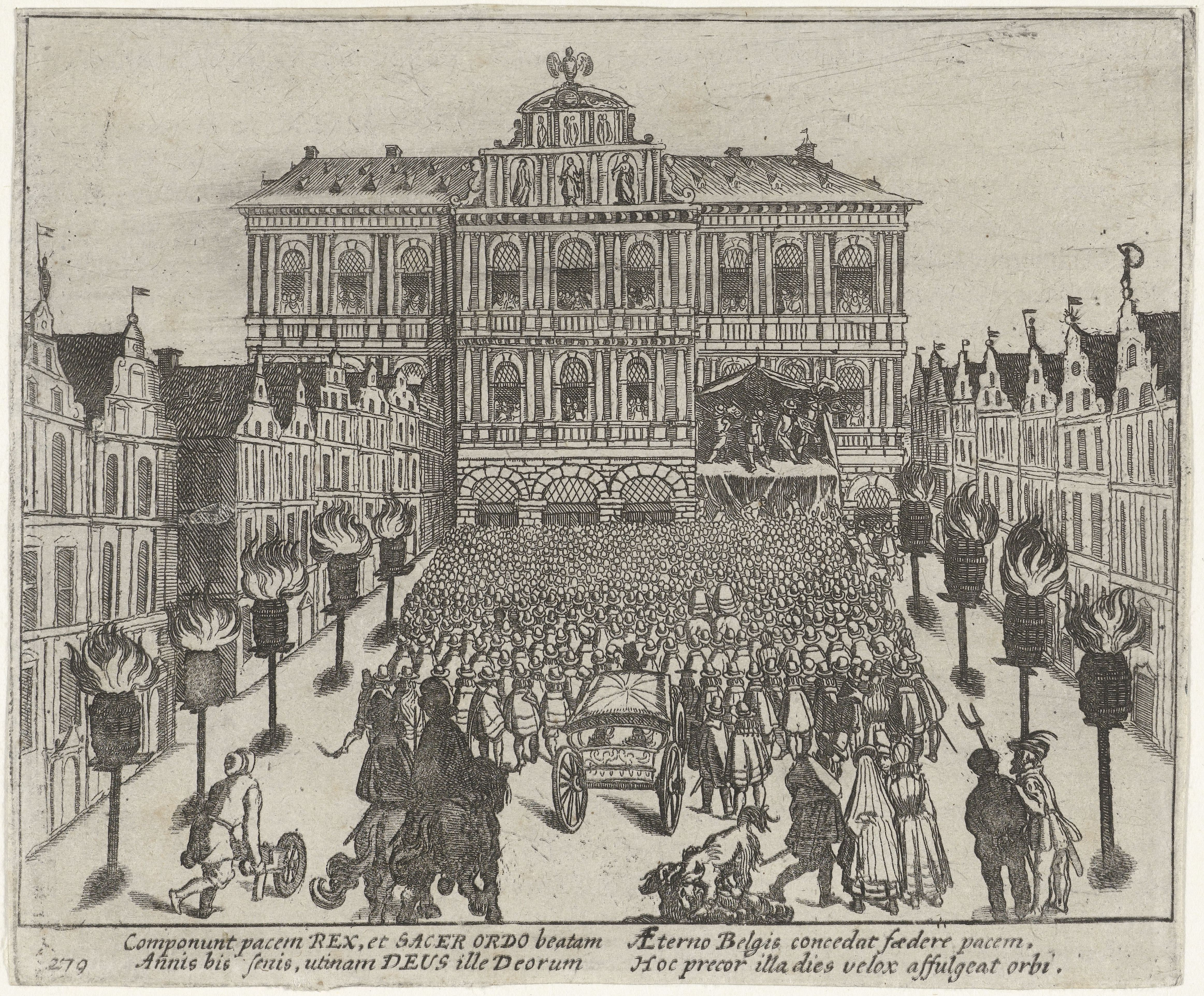
La trêve de Douze Ans promulguée à Anvers, gravure de Frans Hogenberg, 1616.

La trêve de Douze Ans est une période de cessez-le-feu qui a eu lieu de 1609 à 1621 au cours de la guerre de Quatre-Vingts Ans (1568-1648), entre les Provinces-Unies, formées par les sept provinces septentrionales (Hollande, Zélande, Frise, etc.) des Pays Bas, révoltées contre le roi d'Espagne, maître des provinces du sud (Brabant, Flandre, Hainaut, etc.).
La trêve, au départ de durée non définie, est instituée par le traité d'Anvers, du 9 avril 1609.

## Contexte
Les 17 provinces des Pays-Bas (de la Frise à la Flandre), qui faisaient partie des possessions du duc de Bourgogne Charles le Téméraire, ont échu, par le jeu des mariages et héritages, à la famille des Habsbourg (Charles Quint), puis à la famille des Habsbourg d'Espagne (Philippe II). Hostiles à la religion réformée qui se répand aux Pays-Bas, les rois d'Espagne (en même temps comtes de Flandre, etc.), suscitent la révolte des protestants en 1568, révolte qui débouche sur la sécession des sept provinces du nord, dont la population est majoritairement calviniste : Philippe est déchu de ses titres sur ces provinces (acte de la Haye, 1581) qui établissent la république des sept Provinces-Unies des Pays-Bas. 
La révolte devient donc une guerre, mais les positions ne vont pas beaucoup varier dans les décennies suivantes. En 1600, l'armée des Provinces-Unies, conduite par Maurice de Nassau, remporte une victoire à Nieuport, assurant la tranquillité de facto des Provinces-Unies.
Celles-ci se lancent alors dans l'expansion maritime et coloniale, avec notamment la création en 1602 de la Compagnie néerlandaise des Indes orientales (VOC) et le gouvernement veut développer une puissante marine (commerciale et militaire) pour s'assurer la prédominance sur mer. 

## Les négociations et le traité d'Anvers
En 1608, des négociations sont entamées à la Binnenhof de La Haye, dans la Trêveszaal, entre les Provinces-Unies et l'Espagne avec la médiation de l'Angleterre et de la France, représentée par Jean Hotman, qui veulent stabiliser la région de la mer du Nord.
Ces pourparlers aboutissent le 9 avril 1609 à la signature du traité d'Anvers, qui établit une trêve de durée indéterminée pendant laquelle existera la liberté du commerce maritime.

## Les Provinces-Unies lors de la trêve

### Les divisions politiques: arminiens et gomaristes
Durant la trêve, deux factions émergent dans le camp hollandais, divisées aussi bien sur le plan politique que sur le plan religieux. D'un côté, les remontrants ou arminiens, qui avait pour champion le grand-pensionnaire Johan van Oldenbarnevelt et Hugo Grotius, sont de grands bourgeois républicains ouverts à une interprétation de la Bible moins littérale que les calvinistes de stricte obédience. Leurs adversaires sont les extrémistes gomaristes, partisans d'une théocratie à la Calvin. Ils ont ouvertement fait allégeance au stathouder Maurice de Nassau en 1610.
En 1617, l'opposition entre ces deux partis tourne à la guerre civile avec le vote d'un « choix tranché » (en néerlandais scherpe resolutie) par lequel les villes sont autorisées à réprimer l'activisme des gomaristes. Le stathouder Maurice accuse lors du synode de Dordrecht le grand-pensionnaire van Oldenbarnevelt de haute trahison, le fait arrêter et exécuter le 13 mai 1619 à La Haye. Hugo Grotius s'enfuit de la forteresse de Loevestein où il est détenu en attente de son jugement et quitte le pays. Cette affaire ébranle la confiance des États généraux.

### L'expansion en Asie
Les Hollandais mettent à profit cette période pour équiper et développer leur marine qui va ultérieurement jouer un rôle déterminant dans le cours de la guerre. La trêve de Douze Ans leur permet aussi de s’assurer le contrôle de l’Asie du Sud-Est face aux Anglais : la Compagnie néerlandaise acquiert des positions importantes : les îles Amboine et Banda sont occupées, un comptoir est installé à Banten. Des traités d’amitiés sont signés avec de nombreux princes locaux, dont celui de Makassar, des agents sont envoyés à Bornéo (diamants). La trêve garantit la paix dans les mers d’Europe et libère une partie de la flotte pour le contrôle des îles à épices. Les actionnaires touchent des dividendes substantiels (17 % en 1605, 75 % en 1606, 40 % en 1607, 20 % en 1609, 50 % en 1610). Le 20 septembre 1609, la Compagnie néerlandaise des Indes orientales ouvre un comptoir à Hirado au Japon. L'épanouissement économique favorise le climat artistique. Les peintres, comme Pierre Paul Rubens et Antoine van Dyck, reçoivent de nombreuses commandes.

## La fin de la trêve
En 1621, les exigences des Espagnols mettent fin à la trêve. 
Ambrogio Spinola maintient le blocus de Bréda (1624) et Maurice de Nassau échoue à reprendre Anvers (1625). 
À sa mort, le 23 avril 1625, c'est son demi-frère Frédéric-Henri d'Orange-Nassau qui lui succède, comme stathouder des provinces de Hollande, de Zélande, d'Utrecht, d'Overijssel et de Gueldre et comme capitaine et amiral de l'Union. Il remporte aussitôt de nombreux succès militaires.